# Storm the Gates
Storm the Gates es el decimoquinto álbum de estudio de la banda británica de heavy metal Venom, publicado el 14 de diciembre de 2018 por Spinefarm Records.

## Detalles
El disco mantiene la misma formación de los últimos trabajos, con Dante en batería, La Rage en guitarra y el miembro fundador Conrad "Cronos" Lant en bajo y voz, además de ser el productor.

## Lista de canciones
1. "Bring Out Your Dead" (Stuart Dixon, Conrad Lant, Danny "Dante" Needham) - 03:20
2. "Notorious" (Stuart Dixon, Conrad Lant, Danny "Dante" Needham) - 04:13
3. "I Dark Lord" (Stuart Dixon, Conrad Lant, Danny "Dante" Needham) - 04:40
4. "100 Miles to Hell" (Stuart Dixon, Conrad Lant, Danny "Dante" Needham) - 04:47
5. "Dark Night" (Of the Soul) (Stuart Dixon, Conrad Lant, Danny "Dante" Needham) - 04:46
6. "Beaten to a Pulp" (Stuart Dixon, Conrad Lant, Danny "Dante" Needham) - 03:12
7. "Destroyer" (Stuart Dixon, Conrad Lant, Danny "Dante" Needham) -  04:13
8. "The Mighty Have Fallen" (Stuart Dixon, Conrad Lant, Danny "Dante" Needham) - 03:12
9. "Over My Dead Body" (Stuart Dixon, Conrad Lant, Danny "Dante" Needham) - 05:06
10. "Suffering Dictates" (Stuart Dixon, Conrad Lant, Danny "Dante" Needham) - 03:09
11. "We the Loud" (Stuart Dixon, Conrad Lant, Danny "Dante" Needham) - 03:54
12. "Immortal" (Stuart Dixon, Conrad Lant, Danny "Dante" Needham) - 04:30
13. "Storm the Gates" (Stuart Dixon, Conrad Lant, Danny "Dante" Needham) - 03:45

## Créditos
- Conrad "Cronos" Lant - bajo, voz
- La Rage - guitarra, coros
- Dante - batería, coros